# Oberaargau (hạt)
Địa hạt hành chính Oberaargau (tiếng Đức: Verwaltungskreis Oberaargau; tiếng Pháp: Arrondissement administratif de Haute-Argovie) là một hạt của bang Bern, Thụy Sĩ. Thủ phũ của hạt đóng ở Wangen an der Aare.
Hạt được lập ngày 1 tháng 1 năm 2010, trên cơ sở các quận cũ (tiếng Đức: amtsbezirk, tiếng Pháp: district) là Aarwangen và Wangen.
Hạt thuộc vùng hành chính Emmental-Oberaargau và có 50 đô thị với tổng diện tích 330,86 km² (127,7 mi²), tính đến  tháng 12 năm 2008, dân số 76.485 người.

## Các đô thị
| Cờ                       | Tên                      | Dân số (31 tháng 12 năm 2014)    | Diện tích bằng km² |
| ------------------------ | ------------------------ | -------------------------------- | ------------------ |
| Aarwangen                | Aarwangen                | 4.638                            | 9,87               |
| Attiswil                 | Attiswil                 | 1.532                            | 7,64               |
| Auswil                   | Auswil                   | 448                              | 4,63               |
| Bannwil                  | Bannwil                  | 676                              | 4,79               |
| Berken                   | Berken                   | 44                               | 1,38               |
| Bettenhausen             | Bettenhausen             | 642                              | 1.98               |
| Bleienbach               | Bleienbach               | 734                              | 5,71               |
| Busswil bei Melchnau     | Busswil bei Melchnau     | 177                              | 2,87               |
| Eriswil                  | Eriswil                  | 1.358                            | 11,32              |
| Farnern                  | Farnern                  | 227                              | 3,70               |
| Gondiswil                | Gondiswil                | 711                              | 9,39               |
| Graben                   | Graben                   | 336                              | 3,16               |
| Heimenhausen             | Heimenhausen             | 1.136                            | 5,85               |
| Hermiswil                | Hermiswil                | Incorrect Municipal Code 1 0.978 | 1,04               |
| Herzogenbuchsee          | Herzogenbuchsee          | 7.293                            | 9,83               |
| Huttwil                  | Huttwil                  | 5.009                            | 17,28              |
| Inkwil                   | Inkwil                   | 628                              | 3,36               |
| Langenthal               | Langenthal               | 15.544                           | 17,25              |
| Lotzwil                  | Lotzwil                  | 2.663                            | 6,18               |
| Madiswil                 | Madiswil                 | 3.284                            | 15,87              |
| Melchnau                 | Melchnau                 | 1.488                            | 10,30              |
| Niederbipp               | Niederbipp               | 5.097                            | 17,37              |
| Niederönz                | Niederönz                | 1.691                            | 2,80               |
| Oberbipp                 | Oberbipp                 | 1.753                            | 8,48               |
| Obersteckholz            | Obersteckholz            | 415                              | 3.90               |
| Ochlenberg               | Ochlenberg               | 563                              | 12,13              |
| Oeschenbach              | Oeschenbach              | 220                              | 3.90               |
| Reisiswil                | Reisiswil                | 173                              | 2,00               |
| Roggwil                  | Roggwil                  | 4.176                            | 7,80               |
| Rohrbach                 | Rohrbach                 | 1.520                            | 4,07               |
| Rohrbachgraben           | Rohrbachgraben           | 390                              | 6,48               |
| Rumisberg                | Rumisberg                | 491                              | 5,16               |
| Rütschelen               | Rütschelen               | 564                              | 3.98               |
| Schwarzhäusern           | Schwarzhäusern           | 533                              | 3,79               |
| Seeberg                  | Seeberg                  | 1.559                            | 15,74              |
| Thörigen                 | Thörigen                 | 1.156                            | 4,52               |
| Thunstetten              | Thunstetten              | 3.458                            | 9,65               |
| Ursenbach                | Ursenbach                | 881                              | 9,13               |
| Walliswil bei Niederbipp | Walliswil bei Niederbipp | 227                              | 1,48               |
| Walliswil bei Wangen     | Walliswil bei Wangen     | 604                              | 3,06               |
| Walterswil               | Walterswil               | 540                              | 7,89               |
| Wangen an der Aare       | Wangen an der Aare       | 2.377                            | 5,23               |
| Wangenried               | Wangenried               | 407                              | 2.93               |
| Wiedlisbach              | Wiedlisbach              | 2.382                            | 7,47               |
| Wolfisberg               | Wolfisberg               | Incorrect Municipal Code 1 0.996 | 2,42               |
| Wynau                    | Wynau                    | 1.624                            | 5,08               |
| Wyssachen                | Wyssachen                | 1.103                            | 11,71              |
|                          | Tổng (47)                | 82.472                           | 330,86             |